# Église Saint-Jean-Baptiste de Gressoney-Saint-Jean
Pour les articles homonymes, voir Église Saint-Jean-Baptiste.
L'église Saint-Jean-Baptiste de Gressoney-Saint-Jean (en titsch, Sankt Johanz chélchò) se situe sur la place principale, dénommée Òbre Platz. Elle représente le siège de la paroisse de Gressoney-Saint-Jean.

## Histoire
L'église est citée pour la première fois dans un document datant de 1380, alors que la première église de Gressoney se situait au hameau Gover.
Le bâtiment actuel remonte à 1515. Il a été construit sur un terrain cédé à la commue par la famille Battiany, d'origine hongroise, dont le chef de file est Jean-Joseph.
La construction est gérée par Antoine Goyet, originaire d'Issime, qui est responsable également de la construction de l'église paroissiale de Fontainemore.

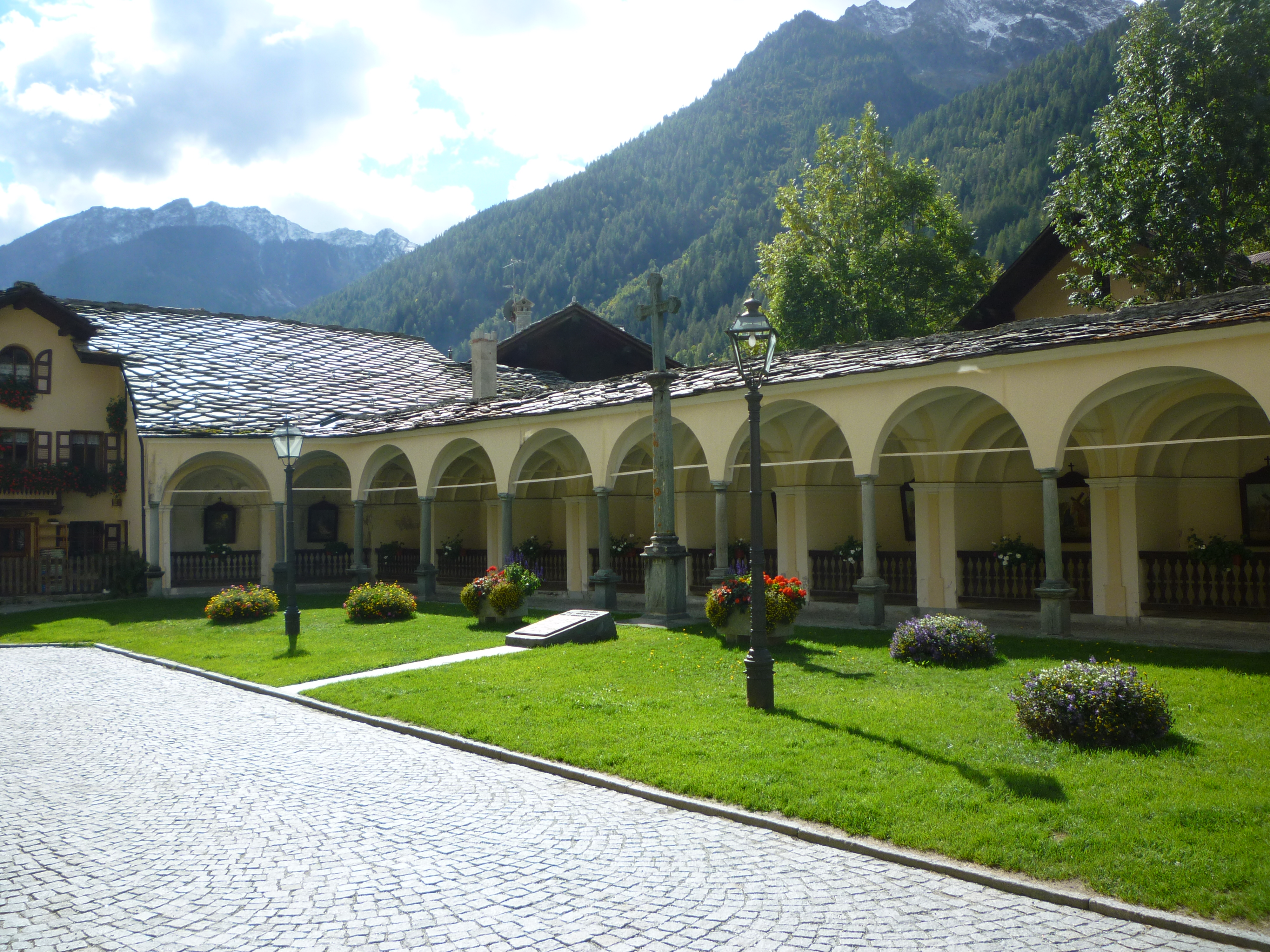
Les chapelles des stations du Chemin de Croix (en titsch, d'Gheimnisse) sur le parvis.

## Fête du patron
Une messe et une procession accompagnent la statue de Saint Jean le Baptiste le jour du 24 juin.